# 陈至立
陈至立（1942年11月—），汉族，福建仙游人，中国共产党、中华人民共和国政治人物，原副国级领导人。中共第十三、十四届中央候补委员，十五届、十六屆、十七届中央委员。曾任第十一届全国人大常委会副委员长，全国妇联主席。现任中国老科学技术工作者协会会长以及中国花卉协会名誉会长。复旦大学物理系毕业，中国科学院上海硅酸盐研究所研究生，副研究员。1961年1月加入中国共产党。

## 生平

### 从政经历
陈至立曾长期在上海市工作；早年一直从事固体物理学研究，特别是铁电、压电材料、器件及相变行为的研究，曾是中国科学院上海硅酸盐研究所的研究生。“文化大革命”开始后，她到中国人民解放军6409部队丹阳湖农场劳动锻炼；两年后又回到了硅酸盐研究所工作。1982年从美国宾夕法尼亚州立大学做访问学者回国后，陈至立被提拔为中国科学院上海硅酸盐研究党委副书记；从而开始由学者转型成为中共官员。
此后，陈至立历任中共上海市科技工作委员会党委副书记、书记，市委宣传部部长，市委常委、市委副书记等职。她是在1988年进入中共上海市委的；其间历经江泽民、朱镕基、吴邦国、黄菊等四任市委书记；在担任宣传部长时，曾发挥重要政治力量，被外界认为是所谓“上海帮”的重要成员之一。
1997年8月，陈至立被任命为国家教育委员会党组书记、副主任；并在一年后，被任命为改组后新设立的教育部部长。2003年3月17日，中华人民共和国国家主席胡锦涛发布第二号中华人民共和国主席令，根据中华人民共和国第十届全国人民代表大会第一次会议的决定，陈至立被任命为国务委员。
2008年3月，在第十一屆全国人大一次会议中当选为全国人大常委会副委员长。4月12日，成为北京奥运村村长；同年10月31日当选中华全国妇女联合会主席。陈至立还是莆田（中国）健康产业总会的总顾问。